# James Pike
James F. Pike va ser un tirador britànic que va competir a començaments del segle xx.
El 1908 va prendre part en els Jocs Olímpics de Londres, on guanyà una medalla d'or en la prova de fossa olímpica per equips. En aquests mateixos Jocs fou dotzè en la prova individual.